# Whisky de maïs

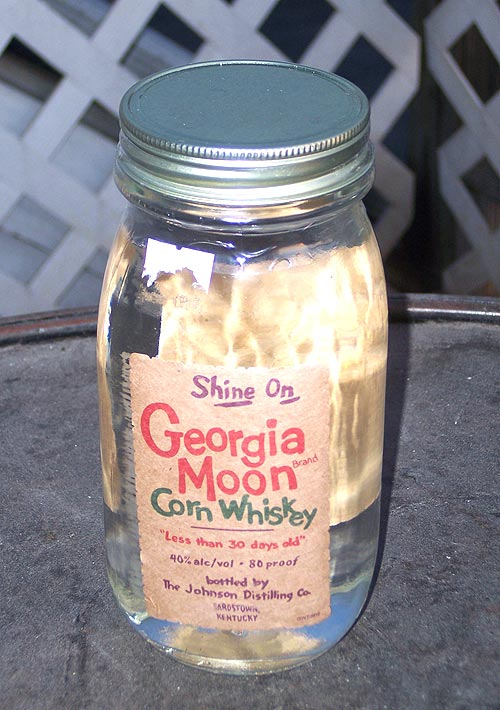
Un récipient de whisky de maïs de marque Georgia Moon.

Le whisky de maïs (en anglais américain Corn whiskey) est un whisky américain produit à partir d'un moût fait d'au moins 80 % de maïs, distillé de manière à ne pas dépasser 80 pour cent d'alcool en volume, et vieilli pendant un temps limité en fûts de chêne de réemploi ou non traités pour le colorer grâce aux tannins naturels et réduire son âpreté.
Le whisky de maïs se différencie légalement du bourbon par les modalités de vieillissement.
Le whisky de maïs est aussi appelé Corn liquor ou Corn Squeezin’s aux États-Unis.